# Boxafrikameisterschaften 1964
Die 2. Boxafrikameisterschaften der Amateure wurden im Jahr 1964 in zehn Wettkampfklassen in der ghanaischen Hauptstadt Accra ausgetragen. Die Wettkämpfe fanden unter Aufsicht und Leitung der African Boxing Union (ABU) statt.

## Medaillengewinner
| Gewichtsklasse                | Gold            | Silber          | Bronze    |
| ----------------------------- | --------------- | --------------- | --------- |
| Fliegengewicht (– 51 kg)      | Hamza           | Joseph Destimo  | unbekannt |
| Bantamgewicht (– 54 kg)       | Karimu Young    | Ajao            | unbekannt |
| Federgewicht (– 57 kg)        | Philip Waruinge | Badawi Albedewi | unbekannt |
| Leichtgewicht (– 60 kg)       | Fawzi Hassan    | Anthony Andeh   | unbekannt |
| Halbweltergewicht (– 63,5 kg) | Eddie Blay      | John Olulu      | unbekannt |
| Weltergewicht (– 67 kg)       | Hussein Saadik  | Ugonju          | unbekannt |
| Halbmittelgewicht (– 71 kg)   | Eddie Davies    | Okine           | unbekannt |
| Mittelgewicht (– 75 kg)       | Joe Darkey      | Peter Odhiambo  | unbekannt |
| Halbschwergewicht (– 81 kg)   | Expédit Montcho | Sayed Mersal    | unbekannt |
| Schwergewicht (über 81 kg)    | George Oywello  | James Mazhar    | unbekannt |

## Medaillenspiegel
| Nation        | Gold | Silber | Bronze | Gesamt |
| ------------- | ---- | ------ | ------ | ------ |
| Ghana Ägypten | 3    | 3      | 0      | 6      |
| Nigeria       | 1    | 2      | 0      | 3      |
| Kenia Uganda  | 1    | 1      | 0      | 2      |
| Dahomey       | 0    | 1      | 0      | 1      |